# Pierre Gauthier-Dubédat
Pierre Gauthier-Dubédat, né le 21 janvier 1938 à Bordeaux, est un artiste peintre et graveur français.

## Biographie
Fils de Robert Gauthier, professeur de français et d'histoire-géographie, et d'Yvonne Dubédat, professeur d'espagnol, Pierre Gauthier-Dubédat passe son enfance à Bayonne. Parallèlement à ses études au lycée, il s'inscrit dès 1950 à l’école municipale de dessin de la ville afin d'y apprendre la peinture et le dessin auprès de Louis-Frédéric Dupuis, également directeur de l'école.
La famille s'établit à Versailles en 1952 où Pierre Gauthier-Dubédat poursuit ses études secondaires au Lycée Hoche puis s'inscrit à l’École des beaux-arts de Versailles afin de préparer le concours d'entrée de l'École nationale supérieure des beaux-arts de Paris. Il obtient ce dernier en 1955 et choisit les ateliers de Maurice Brianchon pour la peinture et de Pierre-Eugène Clairin pour l'estampe (lithographie et xylographie principalement). Alors qu'il est membre du jury, Max Ernst vote pour lui au concours du prix de Rome en 1961. Gauthier-Dubédat n'obtient cependant pas le prix car Brianchon, son propre maître, ne lui donne pas sa voix, le considérant comme « déviationniste ».
Pierre Gauthier-Dubédat fréquente assidûment les ateliers de ses professeurs jusqu'en 1966, lorsqu'il décide de s'inscrire à celui de Johnny Friedlaender, situé dans le quartier d'Alésia, afin de parfaire sa formation dans les différentes techniques de la gravure, en particulier celle de l'eau-forte en couleurs. Il y rencontre de nombreux artistes comme Annapía Antonini, Tetsuo Araki ou José García Ortega.
De 1968 à 1974, Pierre Gauthier-Dubédat enseigne la gravure et la lithographie à la Faculté des beaux-arts de l’Université de Damas en tant que professeur détaché par le gouvernement français. Il y rencontre Pilar Serna Rodríguez qu'il épouse en 1972 et avec qui il a une fille, Marina, en 1973.
De 1974 à 1981, Pierre Gauthier-Dubédat s'installe à Madrid où en parallèle de son travail de créateur, il ouvre un atelier d'estampe dans le centre de la capitale et fonde la maison d’éditions de livres de bibliophilie Almodóvar. Il édite ainsi Nuevos cantos arabes a Granada, illustré par José Duarte, Revelación de Mozart, par Agustín Celis, Brocal par Francisco Hernández Cop et El Rayo de Luna, par lui-même.
De retour en France en 1981, Pierre Gauthier-Dubédat réside tout d'abord en Bourgogne jusqu'en 1995, puis de nouveau au Pays basque. Dans un premier temps, il anime de nombreux cours de dessin, peinture et gravure au sein de diverses associations et institutions culturelles, puis se consacre par la suite exclusivement à la création.
Depuis ses années de formation, Pierre Gauthier-Dubédat participe à de nombreuses expositions en France, en Espagne, en Italie, en Syrie, en Belgique, en Allemagne, en Suisse, en Angleterre, en Norvège, aux États-Unis, au Pérou[réf. nécessaire].

## Œuvre
L'œuvre de Pierre Gauthier-Dubédat s'inscrit dans une esthétique proche de l'abstraction lyrique tout en établissant une manière personnelle permettant la reconnaissance des formes : figures, forêts, falaises, architectures, paysages ouverts sur d'amples horizons.
Au cours des années de formation, sa peinture instaure un langage et des couleurs fortement expressionnistes, inspirés aussi bien des écoles du Nord de l'Europe que de celles de l'Espagne ou du Mexique.
La palette vive et la gestuelle dynamique des années soixante-dix assoient dès lors la personnalité lyrique de l'artiste et permettent d'établir des concordances avec l'École de Paris de Nicolas de Staël, Pierre Soulages ou Maria Elena Vieira da Silva.
Dans les années 1980, l'expression s'apaise grâce à une construction plus classique et des tonalités inspirées directement de la nature.
Les années 1990 prolongent le dialogue avec le paysage et précisent une réflexion à la fois onirique et métaphysique, toujours présente dans son œuvre.
Ce questionnement essentiel se voit développé de manière toujours plus explicite et atteint une certaine forme de spiritualité au cours des années 2000 et 2010, au travers de compositions clairement oniriques voire surréalisantes et de palettes contrastées, comme en témoignent les œuvres telles que L'éveil de la Terre (2000), Au-delà (2004), Les âges de la Terre (2007), Genèse (2009), Souffle naissant (2009), Terre naissante (2010), Au-delà des rivages (2010).

## Illustrations
- El Rayo de Luna, de G.A. Bécquer, Éditions Almodóvar, Madrid, 1978[3]
- Auteur de l'affiche du Colloque International portant sur l'œuvre de Jorge Semprun, Université de Rennes II, novembre-décembre 2007

## Expositions

### Expositions individuelles
- 1962 - Maison des Beaux-Arts, Paris
- 1971 - Alliance Française, Lima
- 1971 - Centre Culturel Hispanique, Damas
- 1971 - Centre Culturel Arabe, Damas
- 1973 - Centre Culturel Arabe, Damas
- 1976 - Caja de Ahorros de Madrid, Madrid
- 1979 - Galerie Meryan, Cordoue
- 1980 - Galerie Itxaso, Saragosse
- 1980 - Sala Miguel Angel, Madrid
- 1981 - Galerie Tórculo, Madrid
- 1982 - Galerie Unión-Arte, Santander
- 1982 - Salle de La Malgouverne, Cluny
- 1984 - Salle de La Malgouverne, Cluny
- 1984 - Centre d’Animations et de Rencontres, Montceau-Les-Mines
- 1984 - Galerie Songe, Montceau-Les-Mines
- 1984 - Musée des Ursulines, Mâcon
- 1985 - Galerie Tórculo, Madrid
- 1985 - Socla, Chalon sur Saône
- 1986 - Galerie Attia Movement, Paris
- 1986 - Isis Management, Marseille
- 1987 - Salle de La Malgouverne, Cluny
- 1989 - Atelier du Puits de l’Orme, Paris
- 1990 - Galerie Étienne de Causans, Paris
- 1991 - Arcade Colette, Galerie Christian Siret, Paris
- 1992 - Galerie Songe, Montceau-les-Mines
- 1992 - Galerie Martine Namy-Caulier, Paris
- 1995 - Galerie La Vignothèque, Montceau-les-Mines
- 1997 - Barrena Kultur Etxea, Ordizia (Espagne)
- 1998 - Caja Vital Kutxa, Vitoria
- 2000 - Musée Saraguilenea, Guéthary
- 2000 - Foyer de Bardos
- 2003 - Galerie Iban, Bayonne
- 2005 - Palacio Marqués de Albaicín, Noja, Espagne
- 2006 - Réalisation d’une fontaine pour la commune de Bardos
- 2008 - Galerie Espiral, San Miguel de Meruelo (Espagne)
- 2008 - Galerie La Hune-Brenner, Paris
- 2009 - Le Carmel, Tarbes

### Expositions collectives
- 1955 - Salon des artistes Versaillais et d’Île-de-France, Versailles
- 1960 - Cellier de Clairvaux, Dijon
- 1963 - VII Exposición Ars, Valence (Espagne)
- 1963 - Gravures et lithographies, Belfort
- 1964 - École Nationale Supérieure des Beaux-Arts, Paris
- 1965 - IVe Biennale Internationale, Paris
- 1967 - Camdon Arts Centre, Londres
- 1968 - Gallery of Graphic Arts, New-York
- 1968 - Galerie Le Fanal, Bâle
- 1971 - Centre Culturel Hispanique, Damas
- 1972 - Centre Culturel Arabe, Damas
- 1973 - Centre Culturel Arabe, Damas
- 1975 - I Biennale de Peinture et Sculpture, Santander
- 1976 - École Supérieure d’Architecture, Madrid
- 1976 - Galerie Foro, Madrid
- 1977 - II Biennale de Peinture et Sculpture, Santander
- 1977 - Galerie Atrium, Cordoue
- 1978 - Galerie de La Mota, Madrid
- 1979 - Galerie La Kábala, Madrid
- 198 - Première Rencontre autour de la Gravure en Espagne, La Corogne
- 1982 - Galerie Tórculo, Madrid
- 1983 - 27e Salon d’Hiver: Médaille d’Or, Lyon
- 1983 - Galerie Tórculo, Madrid
- 1984 - 28e Salon d’Hiver, Lyon
- 1984 - Galerie Tórculo, Madrid
- 1984 - Salle des Ecuries St Hugues, Cluny
- 1985 - Galerie Tórculo, Madrid
- 1985 - Salle des Ecuries St Hugues, Cluny
- 1985 - Galerie Songe, Montceau-Les-Mines
- 1985 - M.J.C. Sanvignes
- 1986 - 41e Salon de mai, Paris
- 1986 - Galerie L’Angle aigu, Bruxelles
- 1986 - 30e Salon d’Hiver, Lyon
- 1986 - Galerie Songe, Montceau-Les-Mines
- 1986 - Salle des Ecuries St Hugues, Cluny
- 1987 - Galerie Tórculo, Madrid
- 1987 - Salle des Ecuries St Hugues, Cluny
- 1988 - Villa Berberich, Bad-Säckingen, Allemagne
- 1988 - Le Million d’images, Strasbourg
- 1988 - Salle des Ecuries St Hugues, Cluny
- 1988 - Ire Trienale Mondiale d’Estampe Petit Format, Chamalières
- 1989 - Galerie Tórculo, Madrid
- 1989 - Centre Franco-Norvégien, Stavingen, Norvège
- 1989 - Lion’s Club, Lyon
- 1990 - Galerie Songe, Montceau-Les-Mines
- 1991 - Centre d’Animation et de Rencontres, Montceau-les-Mines
- 1991 - IIe Triennale Mondiale d’Estampe Petit Format, Chamalières
- 1991 - Galerie Lamartine, Chalon-sur-Saône
- 1992 - Galerie Henri Bénézit, Paris
- 1992 - E.D.F.-G.D.F., Le Creusot
- 1993 - Galerie Henri Bénézit, Paris
- 1994 - IIIe Trienale Mondiale d’Estampe Petit Format, Chamalières
- 1994 - Galerie La Vignothèque, Montceau-Les-Mines
- 1995 - Galerie Henri Bénézit, Paris
- 1996 - Salon International Estampa, Madrid
- 1996 - Galerie Art co, Saint Sébastien
- 1997 - Salon International Estampa, Madrid
- 1997 - Musée Saraguilenea, Guéthary
- 1998 - Salon International Estampa, Madrid
- 1998 - Galerie La Hune-Brenner, Paris
- 1998 - Galerie El Cantil, Santander
- 1999 - Salon International Estampa, Madrid
- 2000 - Galerie Tórculo, Madrid
- 2000 - Salon International Estampa, Madrid
- 2004 - Symposium International d’Artistes Plasticiens Sianoja, Noja (Espagne)
- 2005 - Musée International d’Art Contemporain de Casoria (Italie)
- 2005 - Palacio Marqués de Albaicín, Noja (Espagne)
- 2006 - La Minoterie, Nay
- 2007 - Galerie Espiral, San Miguel de Meruelo (Espagne)
- 2007 - Galerie Jean-Claude Cazaux, Biarritz
- 2008 - Galerie Jean-Claude Cazaux, Biarritz
- 2008 - Galerie Espiral, San Miguel de Meruelo (Espagne)
- 2010 - Musée de Guéthary
- 2010 - Villa Ducontenia, Saint-Jean-de-Luz
- 2012 - Art Madrid, Foire internationale d'art contemporain, Madrid
- 2012 - Villa Ducontenia, Saint-Jean-de-Luz
- 2012 - Arteando, Foire internationale d'art contemporain, Irún

## Symposiums Internationaux
- 1958 - Ségovie (Espagne)
- 1959 - Hydra (Grèce)
- 2004 - Noja (Espagne)

## Prix et distinctions
- 1952 - École des Beaux-Arts de Bayonne, Ier Prix de Dessin
- 1952 - Prix Saez
- 1952 - Prix du Directeur Général des Arts et Lettres
- 1953 - École des Beaux-Arts de Versailles, Ier Prix de dessin
- 1954 - École des Beaux-Arts de Versailles, Prix du Ministre
- 1955 - École des Beaux-Arts de Versailles, Ier Prix de Peinture
- 1955 - Prix du Conseil Général
- 1955 - Prix du Lion’s Club
- 1958 - École Nationale Supérieure des Beaux-Arts de Paris, Certificat de Dessin
- 1959 - École Nationale Supérieure des Beaux-Arts de Paris, Certificat de Peinture
- 1959 - Ire Récompense Travaux d’Atelier
- 1959 - Ire Médaille
- 1959 - Ire Récompense Travaux Vacances (Atelier Brianchon)
- 1961 - École Nationale Supérieure des Beaux-Arts de Paris, Logiste au Concours de Rome
- 1961 - Lithographie, Ier Prix au Concours d’Atelier
- 1961 - Prix Lefranc
- 1964 - École Nationale Supérieure des Beaux-Arts de Paris, Certificat de Gravure
- 1964 - Lithographie, Ire Médaille
- 1964 - Prix Chenavard
- 1983 - Salon d’Hiver de Lyon, Médaille d’Or.

## Collections publiques
- Musée national de Damas
- Musée des Ursulines de Mâcon
- Instituto Hispano-Americano de Cultura de Madrid
- Bibliothèque nationale de Madrid
- Bibliothèque municipale de Mâcon
- Bibliothèque municipale de Bayonne
- Département des Estampes et de la Photographie de la Bibliothèque nationale de France
- Fonds national d'art contemporain
- Musée d’art contemporain de Chamalières
- Fundación Caja Vital Kutxa de Vitoria-Gasteiz
- Musée d’art contemporain de Villafamés (Espagne)
- Fonds d’art contemporain de Noja (Espagne)
- Musée international d’art contemporain de Casoria (Italie)
- Fonds municipal de Noja (Espagne)